# Alfonsina Strada
Alfonsina Strada (geboren als Alfonsina Morini) (Castelfranco Emilia, 16 maart 1891 - Milaan, 13 september 1959) is de enige vrouwelijke wielrenner die ooit de Ronde van Italië (1924) reed. Ze was getrouwd met de wielrenner Luigi Strada.

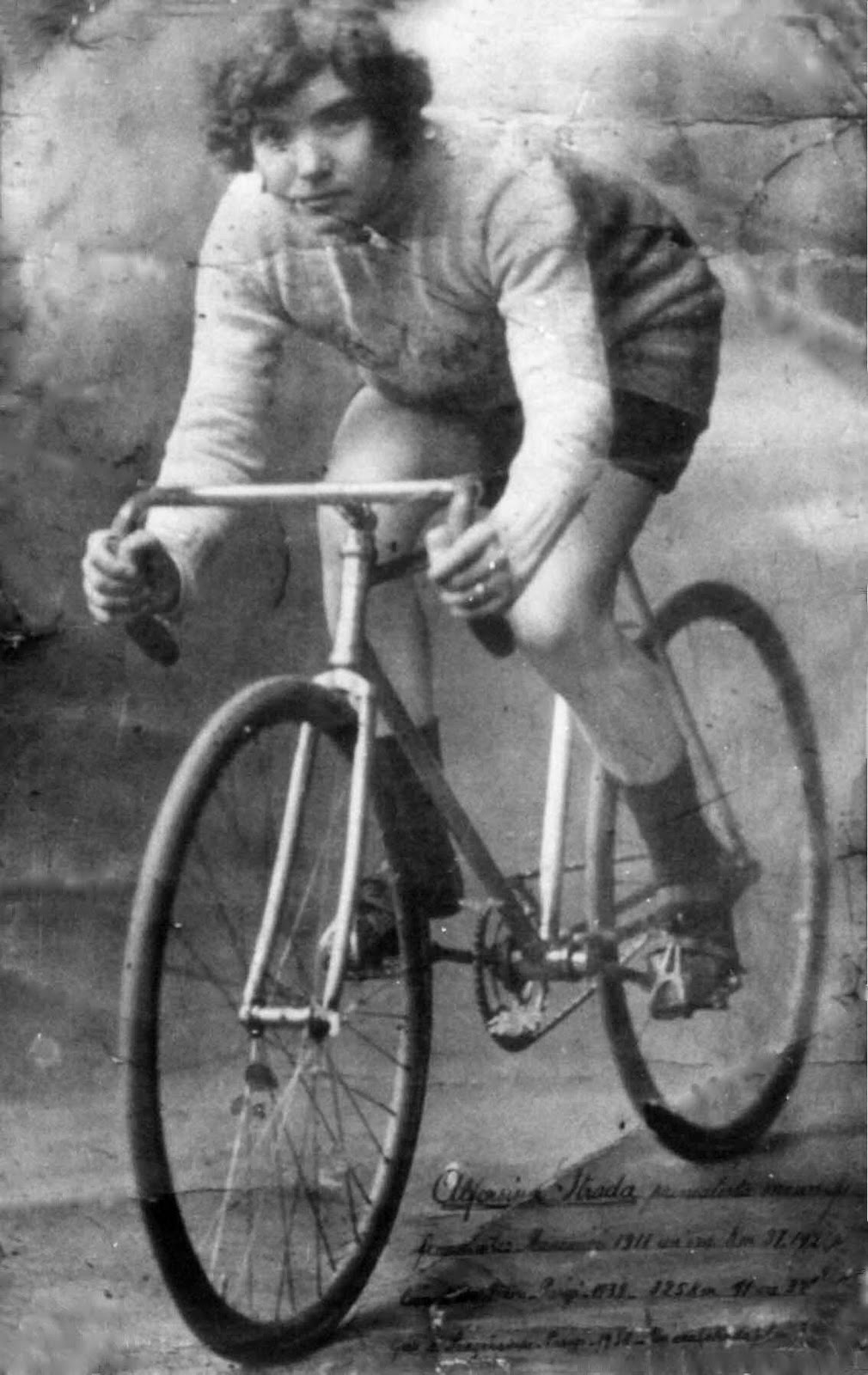
Alfonsina Strada in de jaren '20

## Giro
Voordat Alfonsina aan de start kwam in de Giro, had ze al 36 wedstrijden gewonnen. Dat was de organisator Emilio Colombo, directeur van de krant La Gazzetta dello Sport, niet ontgaan, en hij inviteerde haar om de Giro van 1924 te rijden. De grote ploegen kwamen niet aan de start, maar een vrouwelijke deelnemer zou terug genoeg aandacht geven aan het grootste wielerevenement in Italië.
De Giro werd gereden over twaalf ritten en een afstand van 3613 km. Uiteindelijk eindigde ze op 20 uur van winnaar Giuseppe Enrici. De laatste ritten reed ze echter buiten competitie, omdat ze in een rit te laat aankwam. De organisator dacht aan zijn krant, en op zijn kosten reed ze alleen verder. Ze was zo populair dat ze meer geld verdiende dan de eindwinnaar.

## Na de Giro
In 1925 wilde ze opnieuw starten maar ze kreeg te veel tegenstand van haar mannelijke collega's. Die vonden dat ze te veel aandacht kreeg. Ze ging haar wielerkunst dan maar ontwikkelen als variété-act in Parijs, waar ze naam maakte als "kangoeroevrouw". Ze reed langs een steile wand, ging over de kop als in een achtbaan, en maakte een reuzensprong van vijftien meter door de lucht.
Na de dood in 1946 van Luigi Strada hertrouwde ze met de mecanicien en wielermasseur Carlo Messori, met wie ze een racefietsenwinkel begon op de Via Varesina in Milaan.
Op 16 maart 1959 is ze plots overleden.

## Boeken
Paolo Facchinetti, Gli anni ruggenti di Alfonsina Strada, 2004. In 2010 verscheen de Nederlandse vertaling, Het roerige leven van Alfonsina Strada, ISBN 978-90-9025275-9